# 龙悦居
龙悦居是中华人民共和国广东省深圳市的一个保障性住房，位于龙华区民治街道北站社區玉龙路与白龙路交汇处，与金龙路共同围绕一至四期建筑物，鄰近广深港高速铁路深圳北站。

## 历史
用于解决深圳公共租赁供需紧张的龙华保障性住房项目于2010年8月启动，该保障性住房随后经公开征集命名为龙悦居。首批龙悦居11111套住房于2013年2月开始配售。
龙悦居的住户多为深圳市第一次（2007年度）、第二次（2009年度）保障性住房申请配售遗漏人员，以及该市参战退役人员、1983年底前集体转业到深圳的原解放军基建工程兵。

## 发展商与建造商
- 第一期、第二期工程发展商：富通地产[5]。

- 第三期工程发展商：深圳市万科房地产有限公司，建设单位：深圳市万科房地产有限公司[6]。

- 第四期工程发展商：金地集团股份有限公司，建设单位：中建三局二公司[7]。

## 配套
- 龙悦居社区健康服务中心

## 周边
- 龙华新区白石龙市场

## 交通
- 深圳地铁4号线白石龙站
- 龙悦居至福田保税区定制公交线路 [8]
- 高快巴士16路、81路、75路、B654路4条公交线路始发站：龙悦居总站[9]
- B653、M365、E3等3条公交线路途经龙悦居[9]